# アルトゥス・ウォルフォルト
アルトゥス・ウォルフォルト（Artus Wolffort、姓は Wolffaertとも 、1581年 - 1641年）は、フランドルの画家である。ピーテル・パウル・ルーベンスも学んだオットー・ファン・フェーンに学んだ画家で、歴史画や、聖書や神話を題材にした作品を描いた。

## 略歴
アントウェルペンで生まれるが、生まれてすぐに家族とドルトレヒトに移った。ドルトレヒトで画家の修行をして1903年にドルトレヒトの聖ルカ組合に入会した。1615年ころにアントウェルペンに戻り、ピーテル・パウル・ルーベンス（1577–1640）が絵を学んだ画家の一人であるオットー・ファン・フェーン（1556-1629）の家に住み込んで助手となった。1617年にアントウェルペンの聖ルカ組合の親方になった。この頃アントウェルペンの聖パウロ教会(Sint-Pauluskerk)の祭壇画を描いた。
1619年に結婚し、1625年に息子が生まれた。息子はヤン・バプティスト・ウォルファールツ（Jan Baptist Wolfaerts）の名前で知られていて、画家になった。アントウェルペンで工房を開き、ピーテル・ファン・リント（1609-1690）やピーテル・ファン・モル(
Pieter van Mol: 1599–1650）らを弟子にして、弟子たちはしばらくウォルフォルトの作品の模作を制作した。1635年にルーベンスの指揮下で、スペインの王子でスペイン領ネーデルラント総督、フェルナンド枢機卿のアントウェルペン入城を歓迎するための装飾の仕事にアントウェルペンの多くの画家たちとともに参加した。
1641年にアントウェルペンで没した。弟子にはファン・リントやファン・モルの他に息子のヤン・バプティスト・ウォルファールツやルーカス・スタウト2世（Lucas Smout II: 1671–1713)もいる。
初期にはアントウェルペンの教会などの注文で祭壇画を描いたが、後には主に個人の注文で宗教画を描いた。ウォルフォルトと彼の作品は1970年代まであまり知られておらず、作品の一部はルーベンスの初期の作品と見なされていた。イギリスのヴィクトリア&アルバート博物館の署名入りの何点かの作品から、研究が進み再評価された。

## 作品

聖マタイ (1620) ブザンソン美術館
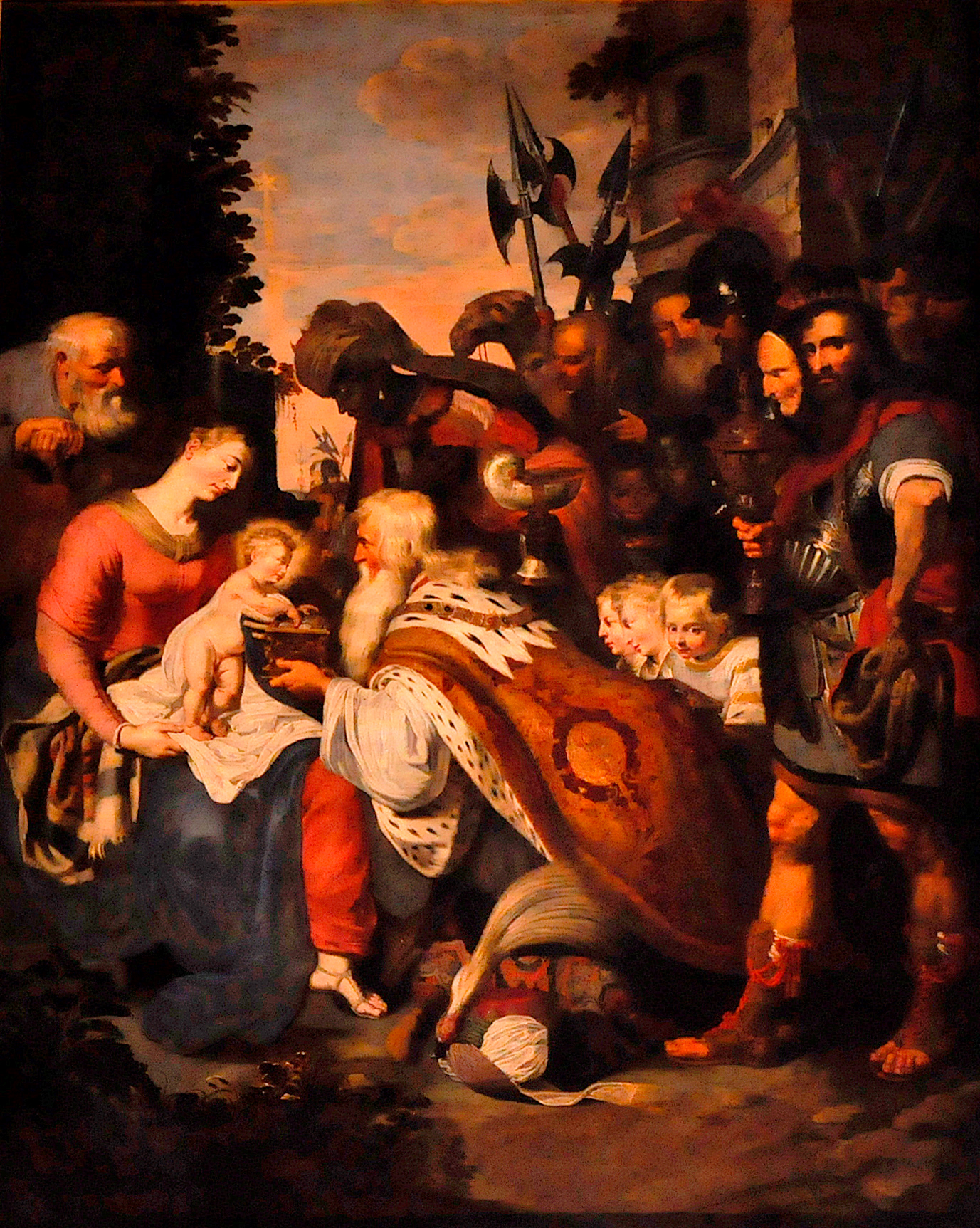
東方三博士の礼拝  (c.1615) アントワープ王立美術館
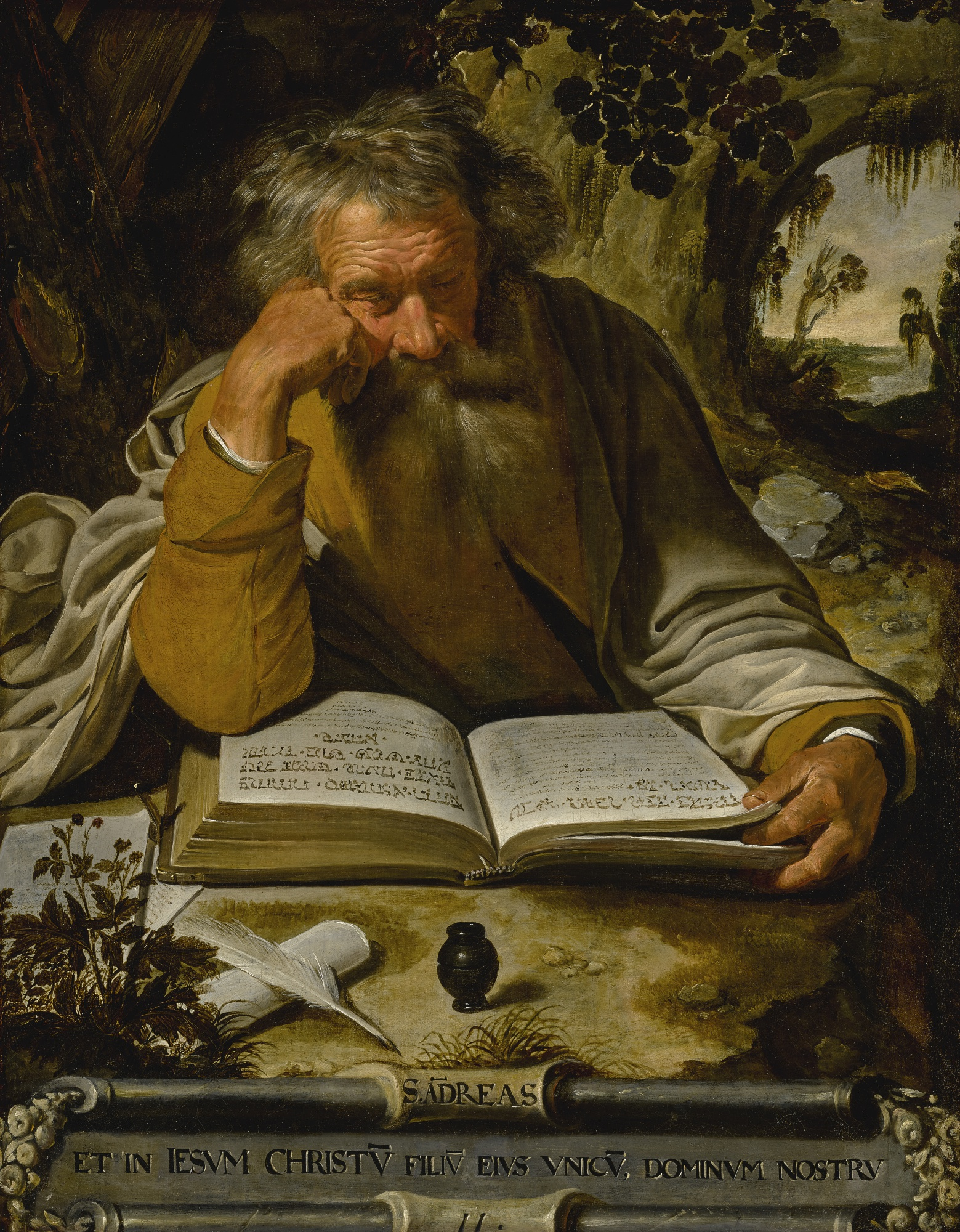
聖アンデレ 、個人蔵
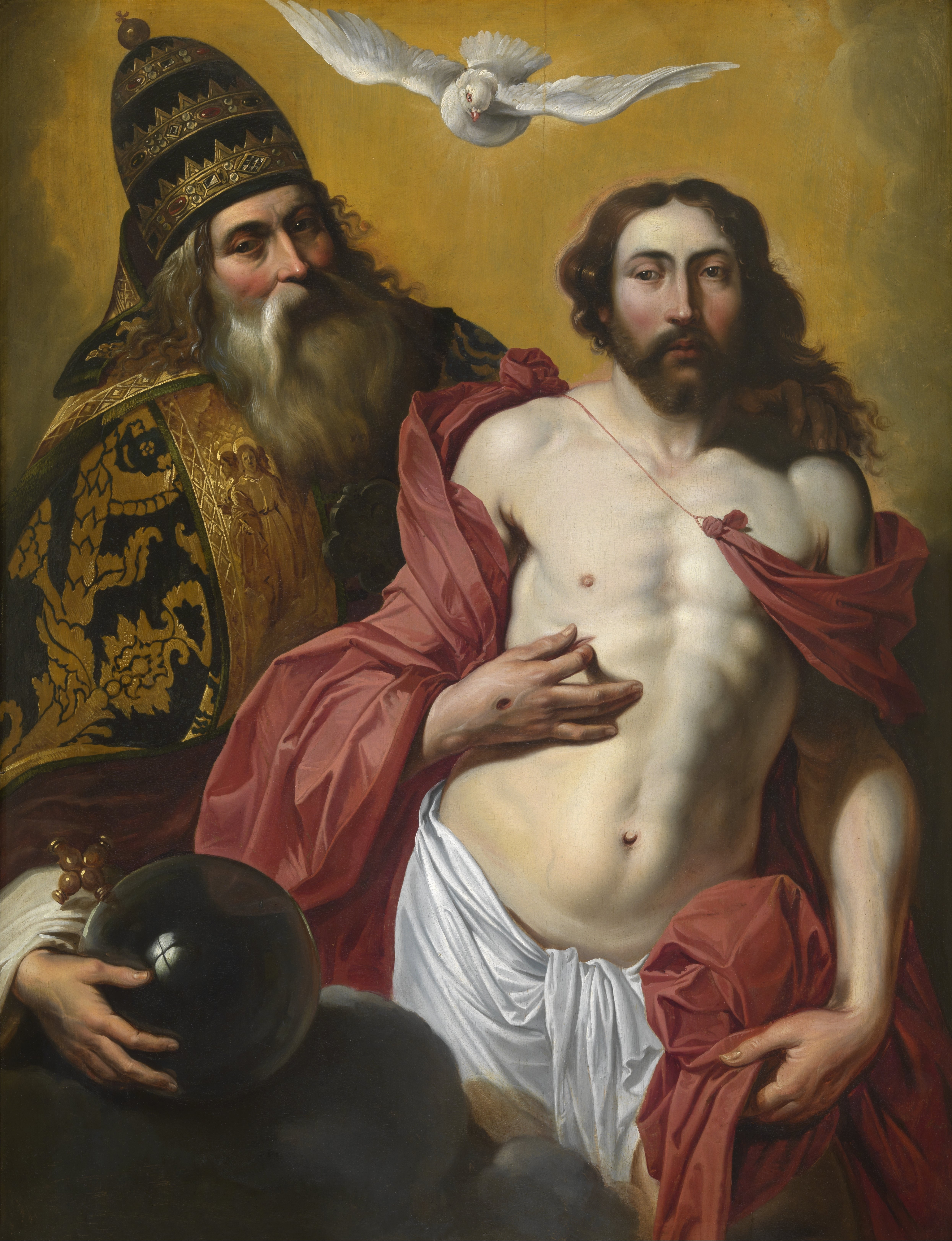
『聖三位一体』 グルーニング美術館

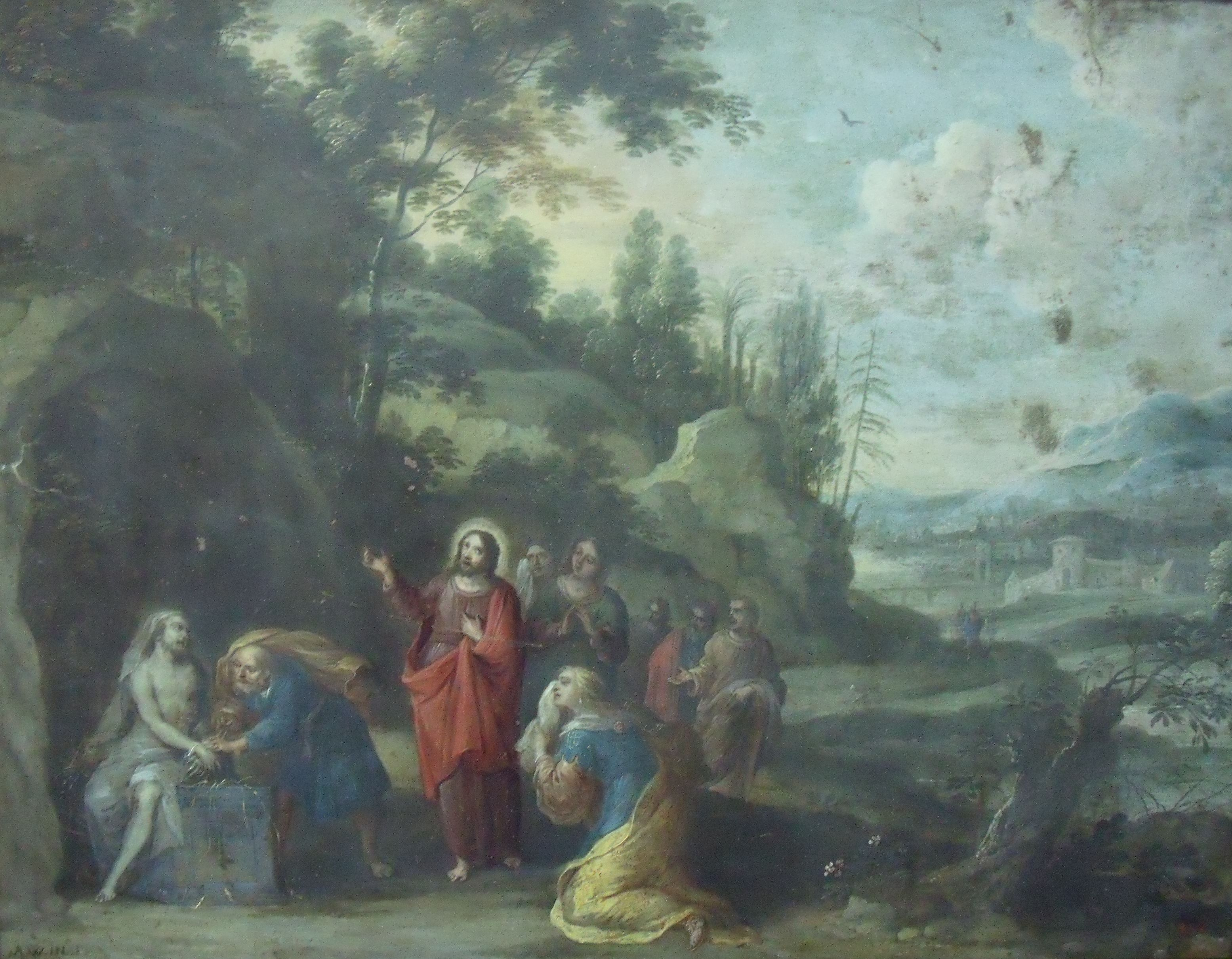
ラザロの復活 Biblioteca Museu Víctor Balaguer
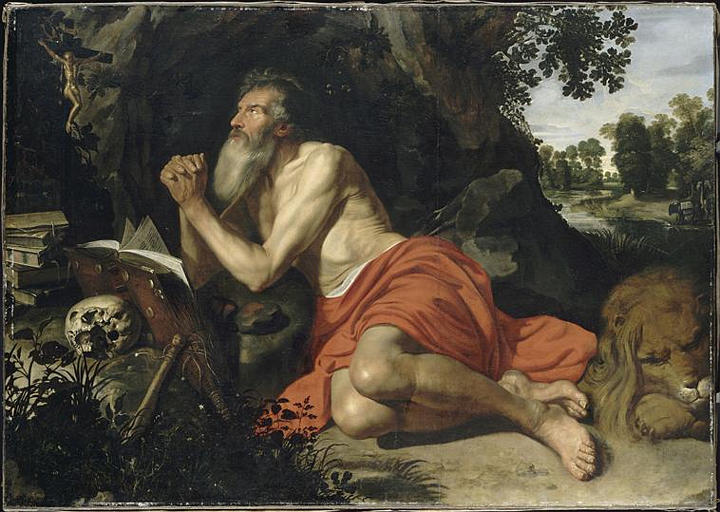
砂漠の聖ヒエロニムス リール宮殿美術館
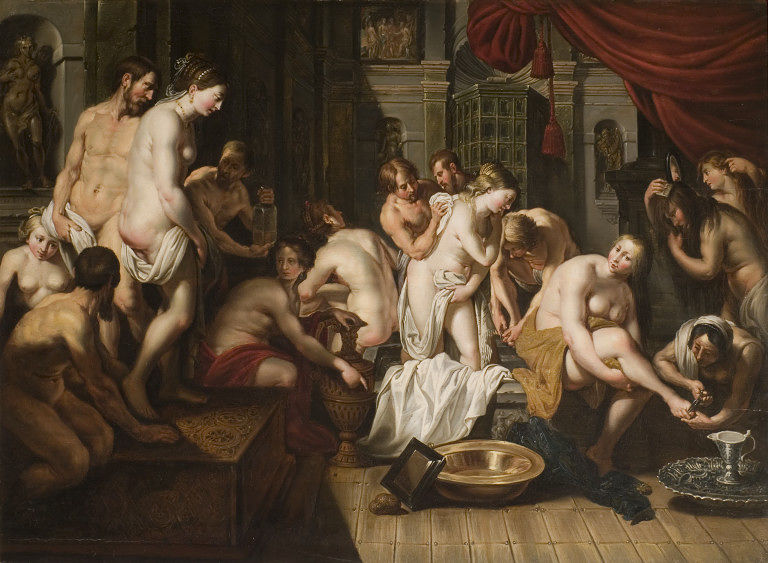
アハシュエロス王に召されるために身支度するエステル ヴィクトリア&アルバート博物館